# Бібліотека профспілки заводу Ілліча
Бібліотека профспілки заводу Ілліча — публічна бібліотека в Кальміуському районі міста Маріуполь.

## Історія
За часів СРСР офіційною датою заснування бібліотеки вважали 1917 рік. У тодішньому Заводському районі Маріуполя (за часів СРСР — Іллічівський район) існувала невелика бібліотека акціонерного товариства «Нікополь». Її розмістили у приміщенні так званого «ланцюгового магазину». Маленька бібліотека акціонерного товариства мала також невелику читальну залу, котру відвідували фахівці з технічною освітою.
Відомо, що залишки бібліотеки колишнього акціонерного товариства «Нікополь» 1922 року були передані у робітничий клуб імені Карла Маркса. Історична споруда клуба теж колись належала акціонерному товариству «Нікополь» і була вибудована з цегли в стилі сецесія. Споруда належить до небагатьох пам'яток кінця XIX ст., що випадково збереглися в районі, бідному на історичні споруди.
Тодішня бібліотека профспілки мала дві невеликі кімнати (одна слугувала для збереження фонду, друга слугувала читальною залою). Фонд бібліотеки був настільки малим, що актив бібліотечного закладу збирав різні видання у небагатих мешканців Заводського району. Аби хоч якось збільшити фонди, започаткували незвичну акцію: відвідувачі робітничого клуба, що приходили, замість вхідного квитка мали принести якусь книгу. Фонд бібліотеки збільшувався переважно за рахунок політичних видань того часу, бо тільки цю та пропагандистську літературу за часів СРСР друкували великими накладами.
У повоєнний період бібліотека збільшувалась повільно і нерегулярно. На зламі 1950—60-х років завідувач бібліотеки з власної ініціативи відвідувала місто Ленінград, де купувала книги або залишала заявки на придбання видань для бібліотеки профспілки заводу Ілліча. Фонд бібліотеки і досі недоукомплектований, а низка видань («Всеобщая история архітектуры») не має повного комплекту. На тлі ліквідації бібліотек у поселеннях Мирне, Азовкільце, у  Волонтерівському клубі навантаження на бібліотеку профспілки зросло.
На початок XXI століття бібліотека має власний невеличкий архів і фоторяд, що пунктиром зафіксував працю бібліотечного закладу з 1940 року до початку XXI століття.